# Aïr
Il massiccio dell'Aïr (in tuareg Ayăr, in hausa Azbin [est]/Abzin [ovest]), è un massiccio montuoso che si trova nel nord del Niger, (Africa), nell'ecoregione del Sahara. Esso si trova a nord del 17º parallelo ed ha un'estensione di 70 000 km². Si presenta come un vasto acrocoro compreso tra i 500 e i 900 metri di altitudine, in cui predominano vasti pianori, intervallati da picchi isolati di natura granitica, cui spesso si sovrappongono formazioni vulcaniche recenti.

## Geografia
Situato nel nordovest del paese, tra 17° e 20° 30' di latitudine nord e 7° e 10° di longitudine est, ha forma di un ovale lungo 400 km da nord a sud e largo 200 km da est a ovest. È circondato da pianure su tre lati, mentre al nord si protende verso il Tassili dell'Ahaggar.
Il versante meridionale dà su una vasta depressione dominata dalla falesia di Tigiddit. Il versante orientale tocca i bordi della zona sabbiosa del Ténéré (propriamente "Ténéré del Tafassasset"). Ad ovest, il massiccio confina con la pianura di Talaq e con le regioni dell'Azawak e della Tamesna.
Le altitudini sono spesso superiori ai 900 m; le cime più alte si trovano sul lato orientale e culminano nel monte Idukal-n-Taghès sui monti Bagzan (2022 m); il Mont Gréboun, a lungo ritenuto il più alto, arriva a 1945 m.
La capitale dell'Aïr è Agadez, città posta nel cuore del paese dei Tuareg. La popolazione è costituita da nomadi, la cui economia si basa sull'allevamento di capre e di dromedari, che forniscono latte, carne e pelli utilizzate nell'artigianato locale. Alcuni gruppi si sono sedentarizzati, ad esempio nei villaggi di Timia, Tabellot, Aoudéras o Iférouane, e sono quindi divenuti agricoltori che coltivano piante orticole (cipolle, pomodori, patate, aglio…), mais, grano e qualche albero da frutta (arance, pompelmi, melograni…), oppure pastori di capre. Le carovane dei Tuareg nomadi permettono scambi commerciali tra le popolazioni sedentarie e le oasi del Ténéré a est (Fachi, Bilma o Achegour), produttrici di sale, tessuti di cotone e datteri.
L'Aïr presenta quindi una facies variata al centro di una zona di pianure monotone iperaride.

## Geologia
Questo massiccio è un insieme di alti massicci cristallini e vulcanici che emergono da uno zoccolo antico.
Di fatto, si tratta di un'anticlinale, costituito da pieghe isoclinali leggermente inclinate verso est. La zona dello zoccolo precambriano dell'Aïr è composta da depositi di rocce sedimentarie corrugate e metamorfosate (gneiss, scisti) e di rocce vulcaniche risalenti al Proterozoico inferiore. Questi depositi spessi parecchi chilometri sono intersecati da graniti risalenti al Suggariano e da rocce eruttive fuoriuscite all'epoca dell'orogenesi Pan-Africana 600 milioni di anni fa (o nel Paleozoico per le più recenti).
Nel corso del Giurassico, delle faglie anulari comparse nello zoccolo cristallino, ad altitudini comprese tra i 500 e i 1000 m d'altitudine, hanno consentito l'innalzarsi di picchi di granito (Adrar Bous, Mont Gréboun, monti Tamgak (1988 m), monte Agalak, monti Bagzan (2200 m) e Tarouadji), in qualche caso a quasi 2 000 m. Queste cime sono a volte sormontate da coni o cupole vulcaniche di varia natura e di varia epoca (alcuni risalgono alla fine del Cenozoico).
L'esistenza di un'antica attività vulcanica è resa tangibile dall'esistenza di sorgenti calde dalle acque molto mineralizzate (Tafadeq, Igouloulouf).

## Clima
Grazie all'altitudine e nonostante una pluviometria ridotta (da 75 a 160 mm l'anno in media), l'Aïr appare una regione verdeggiante rispetto ai deserti che la circondano, soprattutto dopo la stagione "delle piogge" (agosto-settembre). 

## Flora
La vegetazione è di tipo essenzialmente sahelo-sudanese, diversa da quella delle pianure. Sulla parte più bassa dell'Aïr (tra i 500 e i 900 m d'altitudine), capita di incontrare formazioni arboree, spesso composte da tagart (Maerua crassifolia), da anag (tuareg)/kalumbo (hausa) (Leptadenia pyrotechnica), da tirza (Calotropis procera, melo di Sodoma) e da tezaq (Salvadora persica, l'albero spazzolino da denti), associate a datteri del deserto (tiboraq: Balanites aegyptiaca) e a diversi tipi di Acacia. Tra le graminacee, sono diffuse Stipagrostis sp., Aristida sp. (taghemunt: Aristida plumosa, tazmey: Aristida hordocea) e Eragrostis sp. (tajit).
Nelle parti più elevate dell'Aïr (> 900 m), si incontrano formazioni di acacie (afagag: Acacia tortilis raddiana, tamat: Acacia ehrenbergiana, tazzeyt: Acacia laeta, ates: Faidherbia albida o Gao), oltre che di tadant (Boscia senegalensis), adaras (Commiphora africana), Balanites aegyptiaca, Ficus cordata, tageyt (Hyphaene thebaica, palma doum), ajeyn (Ziziphus mauritanius, giuggiolo), akoko (Anogeissus leiocarpus), kadago (Bauhinia rufescens) e di Salvadora persica.
Le Poaceae sono rappresentate da tazmey (Aristida mutabilis), teberemt (Cymbopogon schoenanthus), Tripogon multiflorus e Desmostachya bipinnata. Al di sopra dei 1500 m si trova perfino una specie mediterranea, l'olivo di Laperrine (alew, Olea europaea ssp. laperrinei) attualmente molto minacciata, che costituisce, insieme al cipresso, a una varietà di sommacco (tahunek, Rhus oxyacantha) e alla Salvia aegyptiaca i relitti di una popolazione mediterranea le cui origini risalgono ad un'epoca in cui la regione era molto meno desertica.

## Fauna
L'Aïr ospita, secondo gli ultimi censimenti, 40 specie di mammiferi, 165 di uccelli, circa 18 specie di rettili e 1 di anfibi, alcune delle quali sono considerate gravemente minacciate d'estinzione dalle istituzioni internazionali: 9 delle specie della regione sono nella lista rossa dell'IUCN per il Niger (UNESCO 2001).
Per esempio, l'Addax (emillal) e lo struzzo (enil) sono ancora presenti nel massiccio ma sono minacciati dal bracconaggio e dalla siccità. È il solo massiccio montuoso, insieme ai Monti Transantartici, a non possedere alcuna specie di pesci (Newby et al.1982). Le specie invertebrate non sono ancora state inventariate (a tutto il 2006).

### Ungulati
Nell'Aïr esistono notevoli popolazioni di ungulati sahariani altrove fortemente minacciati. Magin calcolava nel 1990 che nella riserva dell'Aïr-Ténéré esisteva una popolazione di circa 12.000 gazzelle dorcas (azekod, Gazella dorcas), 170 gazzelle dama (ener, Gazella dama) e 3.500 mufloni di montagna (efital, Ammotragus lervia), vale a dire il 70% dell'intera popolazione di questi mufloni nel Niger (Shackleton, 1997).
Sembra che il numero di gazzelle dorcas e di mufloni si sia accresciuto dopo la creazione della riserva, ma la gazzella dama è in diminuzione a causa del bracconaggio e della pressione turistica. Il numero di addax (Addax nasomaculatus) è in costante diminuzione dal 1979, e la loro popolazione si è ridotta a una quindicina di individui. Quanto all'orice dalle corna a sciabola (ezam, Oryx dammah), non se ne hanno più avvistamenti dal 1983: questa specie è ormai estinta allo stato selvatico.

### Carnivori
Numerosi grandi mammiferi (awăqqas) del Sahel (aḥăr: leoni, aghši: licaoni) sono stati sterminati dalla regione agli inizi del XX secolo con la caccia e il veleno, ma alcune specie persistono: si contano ancora tra i 15 e i 20 ghepardi (Acinonyx jubatus) e alcune iene striate (aridal, Hyaena hyaena) che si nutrono essenzialmente di scimmie. Le popolazioni di carnivori di taglia più piccola sono in condizioni migliori. Nella regione si possono infatti incontrare dei lupi africani (eggur, Canis lupaster), dei fennec (Vulpes zerda), delle volpi di Rüppel (Vulpes rueppellii), dei caracal (Caracal caracal) e il gatto delle sabbie (Felis margarita). Nella regione è stata avvistata anche la zorilla del deserto Ictonyx libyca.

### Scimmie
Tra i monti Tamgak esiste una popolazione isolata e quasi certamente consanguinea di una settantina di 70 babbuini verdi (éwerked wa kăwălăn, Papio anubis), oltre a circa 500 scimmie Patas (éwerked, Erythrocebus patas) al centro del massiccio. Le due popolazioni sono composte da individui appartenenti a sottospecie endemiche dell'Aïr.

### Piccoli mammiferi
Nel massiccio dell'Aïr è possibile trovare delle colonie di irace delle rocce (Procavia capensis) e popolazioni stabili di roditori scavatori (ăkolăn: Xerus erythropus "scoiattolo scavatore"), insettivori e pipistrelli. L'istrice (émăghăy: Hystrix cristata) e il riccio dal ventre bianco (konešši: Atelerix albiventris) costituiscono addirittura una minaccia per le colture.

### Uccelli
Nell'Aïr sono comuni ganga (Pteroclidae), Columbidae, Capitonidae, Alaudidae, zigoli (Emberizidae), tessitori (Ploceidae), corvi e cornacchie (Corvidae). È stato osservato anche il calao dal becco rosso (Tockus erythrorhynchus) (Messan, 2001). È stata segnalata anche la presenza dell'otarda (ejugher, Neotis nuba) e del gufo africano (Bubo africanus). L'ultima grande popolazione di struzzi della sottospecie Struthio camelus camelus di questa regione dell'Africa, stanziata ad ovest del massiccio e valutata nel 1990 intorno agli 800-2.000 individui, era quasi estinta nel 2001. Esistono anche 85 specie di uccelli di passo, che sostano qui talora nel corso delle loro migrazioni verso le zone in cui svernare.

### Rettili
Esistono differenti specie di serpenti nel massiccio: il cobra dal collo nero, o cobra sputatore (Naja nigricollis), la vipera soffiante (Bitis arietans), l'Eryx muelleri, la vipera cornuta (Cerastes cerastes), una specie di varano (ăghata, Varanus griseus) e diverse specie di gecko.

## Storia

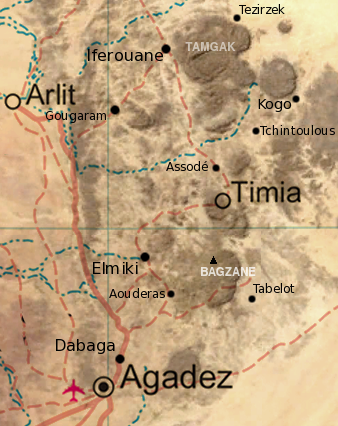
Mappa che mostra la parte meridionale dell'Aïr

L'Aïr è famoso per la sua arte rupestre, che risale tra il 6.000 a.C. e il 1000 d.C. Si tratta soprattutto di incisioni su roccia, realizzate con pietre appuntite, e poi forse con punte di metallo dopo il 1200 a.C. A giudicare dalle raffigurazioni più antiche, era una zona pastorale, come dimostrano numerose immagini di bestiame e di grandi mammiferi (in particolare, un'incisione alta 5 metri che raffigura una giraffa, scoperta a Dabous nel 1999, è famosa in tutto il mondo).
Ma nel corso del III millennio a.C., cominciò a farsi sentire la desertificazione, e in questa regione migrarono i Tuareg, provenienti dal nord. Le raffigurazioni mostrano allora scene di guerra, con carri, cavalli e scene di battaglia. In seguito la regione divenne sede di una confederazione Tuareg (i Kel Aïr) sotto il comando di un amenukal. A partire dal 1405 circa fu sede del sultanato dell'Aïr o di Agadez.

## Riserva naturale Aïr-Ténéré|La riserva naturale dell'Aïr e del Ténéré
Al principio degli anni novanta, essendo stata la regione al centro di un conflitto militare e di disordini interni, il governo nigerino chiese al Direttore generale dell'UNESCO di lanciare un appello a favore della protezione del sito, che nel 1991 è stato inserito nell'elenco del Patrimonio dell'umanità Nel febbraio del 1992, il sito è stato inserito nell'elenco del patrimonio mondiale in pericolo. Nel 1997 è entrato a far parte delle riserve della biosfera.